# Ровинь

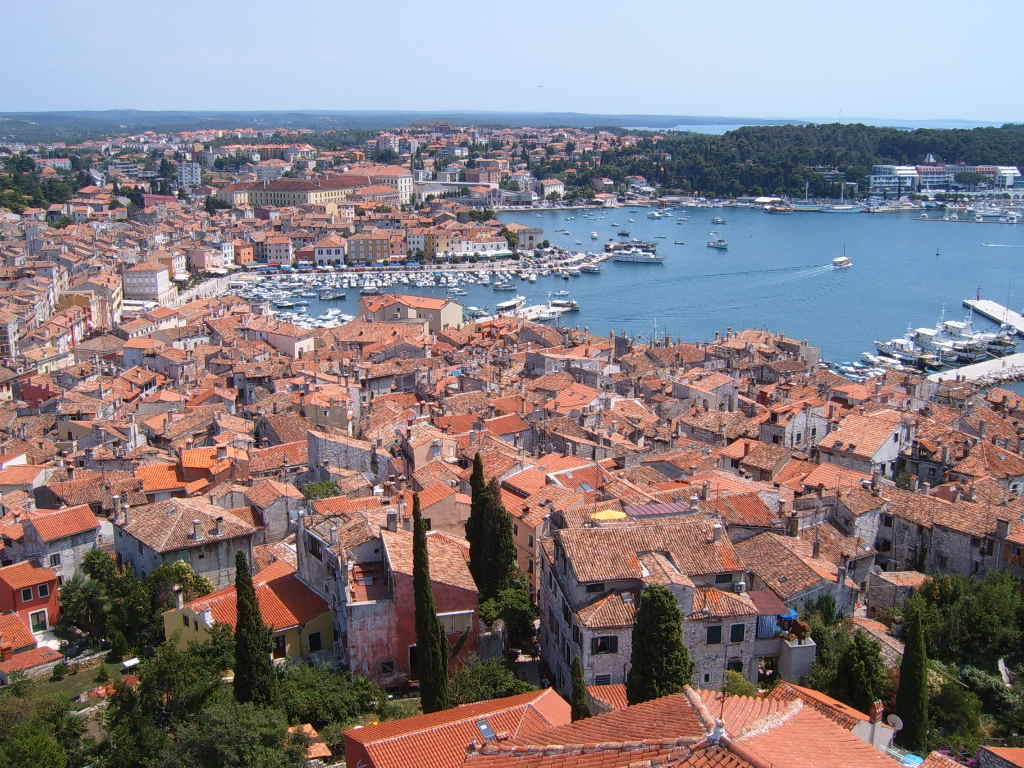
Вид на Ровинь с колокольни церкви св. Евфимии

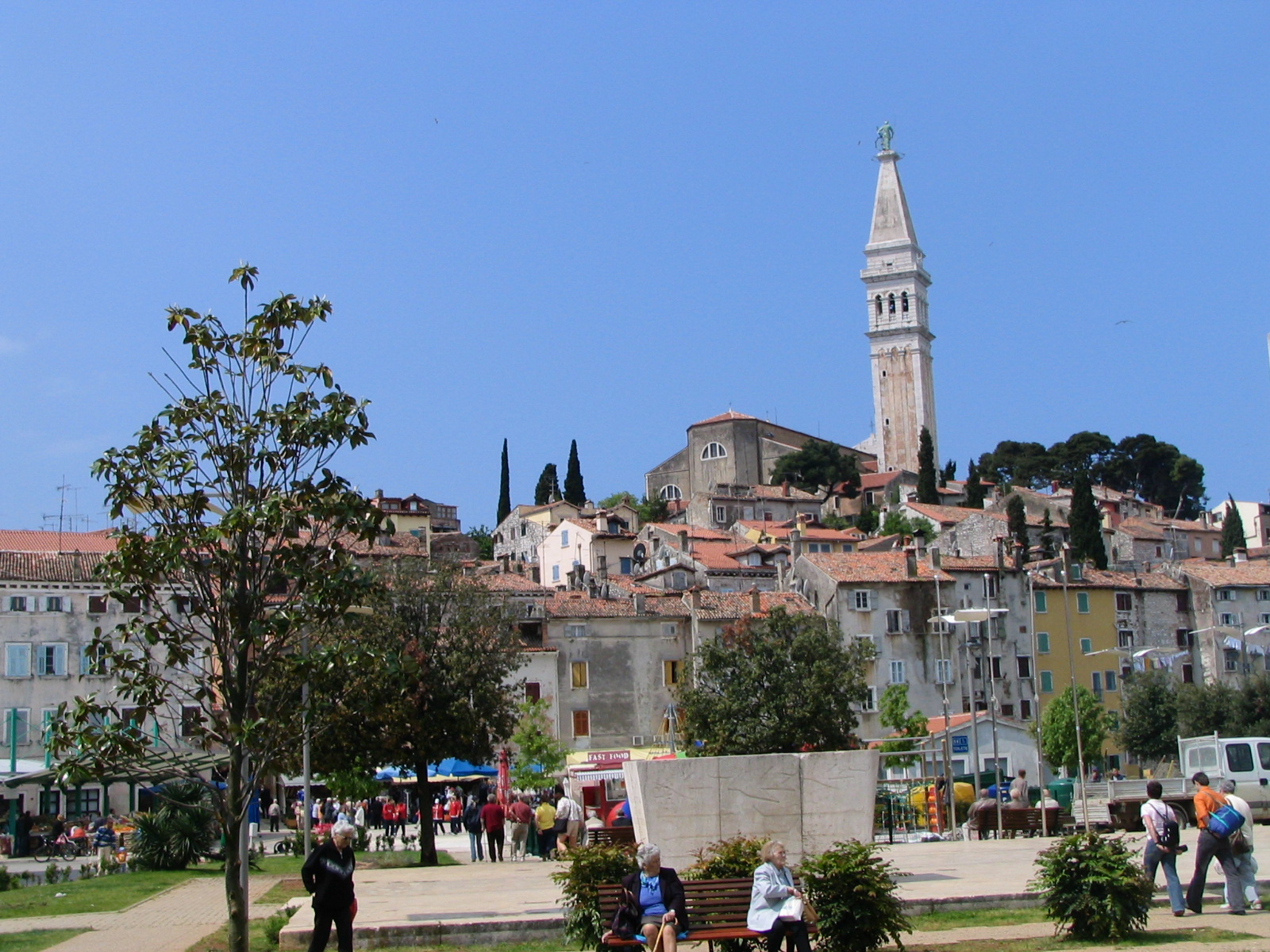
Ровинь. Вид на старый город

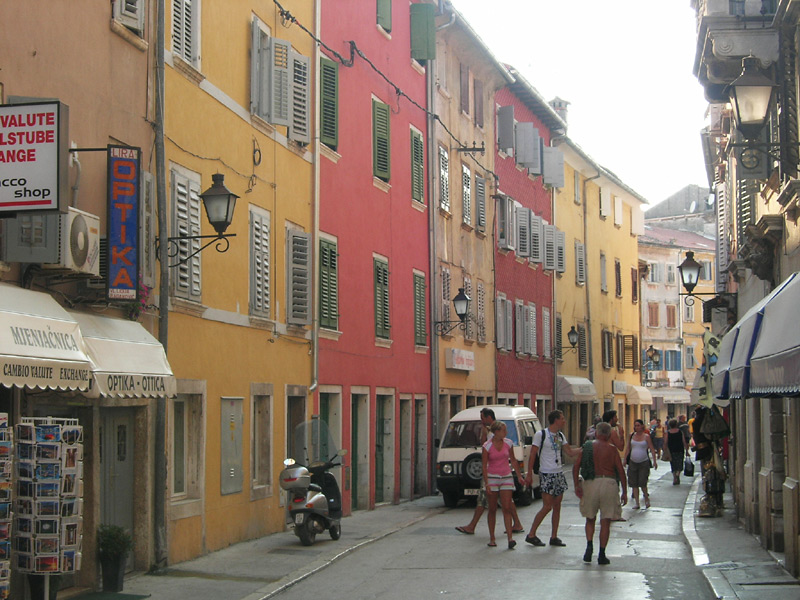
В центре города

Ро́винь (хорв. Rovinj) или Ровиньо (итал. Rovigno) — город в Хорватии, на западном побережье полуострова Истрия, один из 9 крупнейших городов полуострова. Исторические названия — Ruigno, Ruvigno, Ruginio. Население — 14 234 человек (2001).
Старый город Ровиня расположен на полуострове, похожем по форме на каплю, в центре которой находится кафедральный собор. Архипелаг города, на который открывается великолепная панорама с береговой линии его исторического центра, насчитывает 22 островка, среди которых самые крупные и живописные — острова Св. Андрея и Св. Екатерины. Новая часть города вытянута вдоль побережья к северу и югу от полуострова.

## История
Первое упоминание о городе относится к VII столетию, когда была опубликована работа Каструма Рубини (Castrum Rubini) Космография (Cosmographia), однако приведенные в ней географические исследования относились к V столетию. В результате можно с уверенностью утверждать, что история города начинается в период между III и V столетием. Археологические раскопки делают историю города ещё более древней — согласно их результатам, первые поселения на этих местах возникли ещё во времена бронзового и железного веков.
В истории города много интересных страниц — в разные времена он находился под господством Византийской империи, под немецкими феодалами, Венецианской республикой, под австро-венгерским, французским и немецким управлением, несколько раз город был сожжён и опустошён. Для большинства цивилизаций место расположения города представлялось очень выгодным с точки зрения географического положения. Однако в течение многих лет город добивался своей независимости и боролся за собственную автономию — именно поэтому он так долго искал властного покровителя, который предложит наиболее выгодные условия для решения этой задачи.
В 1283 году Ровинь, вслед за Поречем, Новиградом и Умагом, вошёл в состав Венеции. Сделав такой выбор, город получил независимость с некоторыми ограничениями. Например, Венецианская республика, оставляла за собой право назначать судью, который согласно своей компетенции вёл все духовные, политические, административные, торговые и другие дела. В Совет горожан также допускались только привилегированные семьи, а судьи, выбранные этим советом, решали исключительно гражданские и уголовные дела под руководством судьи, назначенного Венецией.
В социальном плане горожане разделялись на два сословия — аристократов и плебеев. Соответственное деление имело и правительство, включающее в себя Совет и Собрание. Членство в Совете передавалось по наследованию. Мандат судьи и претора был ограничен одним годом, а в 1306 году Сенат Венеции повысил его срок до 16 месяцев.
Со временем в Ровине появляется товарная биржа — торговцы и моряки пополнили список типичных городских профессий, основными из которых были рыбная ловля и фермерство. Развитие навигации также внесло в город свои перемены — соперничество портовых городов привело к завоеванию Ровиня Генуей в 1379 году. Двумя веками позже (в 1579 и 1599 годах) город опять подвергся захвату.
В конце XV столетия на побережье Истрии начинается активный рост народонаселения за счет беженцев из центральной части полуострова, а также из Боснии и Далмации, Греции и Албании, Северной Италии. В 1595 году население города составило 2800 жителей, в 1650 — 5000 человек, в 1741 — 7966, а в 1775 — 13788 человек, что не могло не сказаться на городской архитектуре. Этажность зданий увеличивается, а дома начинают тесниться друг к другу.
В XVIII веке город становится важным морским портом, а местные моряки прославились своими навыками и храбростью, не раз продемонстрированными в сражениях с турками в XVI столетии. Помимо славных страниц, у города была и обратная сторона медали — Ровинь был крупнейшим центром контрабандизма. Здесь организовывалось немало восстаний (в 1767, 1769, 1774 и 1780 годах) против венецианского вмешательства.

Тот город Рувин стоит на берегу моря на высокой каменной горе. Строение того города все каменное. В том городе костел святыя мученицы Ефимии Прехвалные; в том костеле и мощи её лежат, которые и я сподобился видеть; в том же костеле видел тое ж святые мученицы перстень, зделан из серебра с хрусталем, и пояс тое ж святые мученицы, плетеной из серебреной проволоки. В том же городе у того вышеписаннаго костёла зделана колоколня каменная, зело высока, а на верху тое колоколни поставлен образ святыя мученицы Ефимии, вылит из меди в меру человеческаго возраста. В том же городе на посадех много дерев аливных и на них множество плода.— дневник П. А. Толстого, 1697 год
12 мая 1797 года в городе было установлено самоуправление — 18 представителей населения, избранных демократическим собранием, вошли в правительство, управлявшее городом. Однако уже в 1809 году здесь вводится французское правление правительства Наполеона, которое продолжалось вплоть до восстановления австрийского суверенитета над этими областями в 1813 году. В 1821 году городу подтверждается его муниципальный статус, а с 1825 по 1860 он входил в состав Истрийского графства.
С 1819 года в Ровине идет активное строительство — построено здание школы, в 1847 году построен паровой завод для производства пасты, в 1850 — основана торговая палата, в 1853 — установлен маяк на острове Св. Ивана, с 1854 по 1865 — построено здание театра, в 1852 — цементная фабрика, в 1872 — табачная фабрика, в 1888 — городская больница. В 1876 году открывается железнодорожное сообщение с другими городами, а с 1905 года город освещается газовыми фонарями. С 1906 года начинается городская телефонизация.
С исчезновением австро-венгерской монархии Ровинь попадает под итальянское влияние, которое продлилось вплоть до капитуляции Италии в сентябре 1943 года. До конца Второй мировой войны городом управляют немецкие захватчики. По итогам войны вся Истрия вошла в состав Югославии. Итальянское население массово покинуло местность в 1947 г.
В 1990 году начался распад СФРЮ, в результате которого 25 июня 1991 года Хорватия объявила себя суверенным независимым государством. Город, как и весь полуостров Истрия, продолжает своё мирное существование в составе Хорватии.

## Население
Город, как и вся хорватская Истрия, многонационален (хорваты, словенцы, итальянцы, сербы, албанцы) и традиционно очень терпим к разным культурам. Многие жители определяют свою национальность, как «истриец». Город Ровинь одно из последних мест, где ещё живы носители вымирающего истророманского языка, на котором некогда говорили почти на всем юго-западе полуострова.

## Экономика
Туризм приносит большую часть доходов города. В черте города и в его окрестностях расположены многочисленные отели, виллы и т. п.
Кроме туристического обслуживания, население занято в рыболовстве, рыбоперерабатывающей и пищевой промышленности. Также в городе расположена табачная фабрика (производит сигареты под маркой Ronhill).

## Транспорт
Ровинь связан регулярным междугородним автобусным сообщением с другими крупными хорватскими городами, а также с Италией и Словенией. Город связан прибрежными шоссе с городами Пореч, Пула и Умаг, а также с Риекой и через неё с остальной Хорватией.

## Достопримечательности
Основные достопримечательности города сосредоточены в его старой части. Богатая разнообразными памятниками романского стиля, она привлекательна для туристов. В архитектуре удачно сочетаются готика, ренессанс, барокко и неоклассицизм. Три из семи городских ворот (Ворота на побережье, Ворота под стеной и Святые ворота) сохранили свою оригинальную форму.

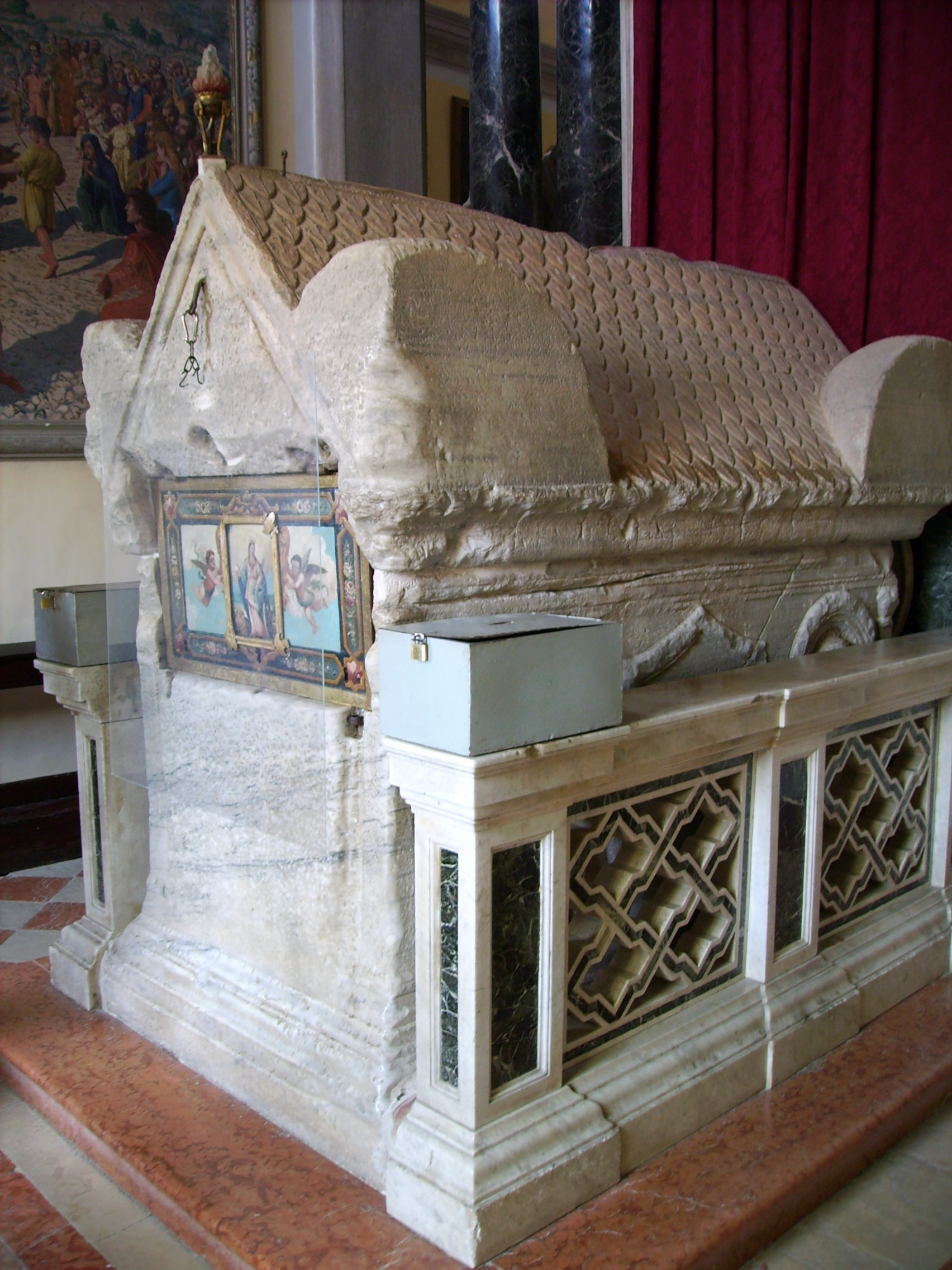
Саркофаг с мощами святой Евфимии в Ровине

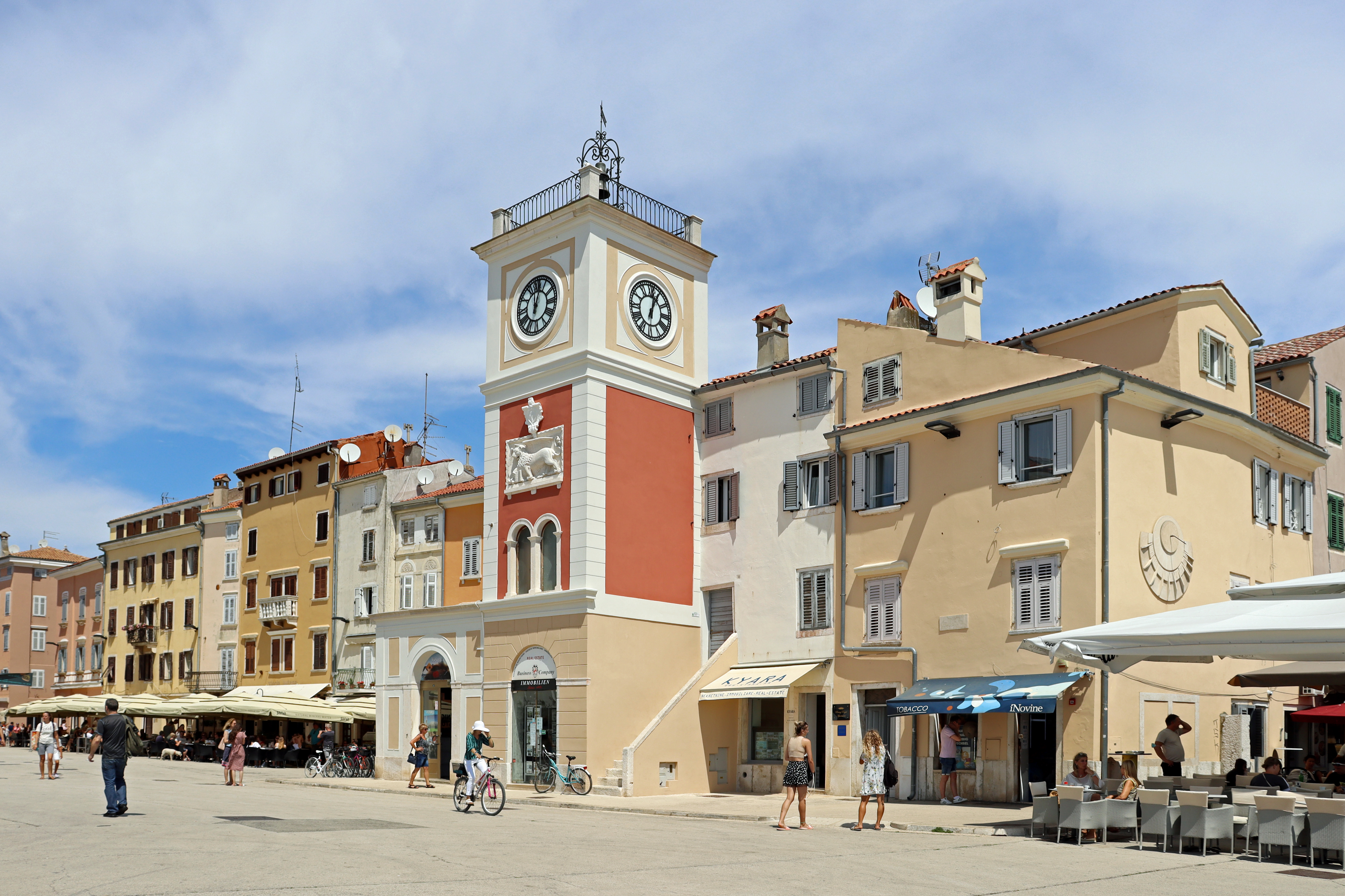
Центральная площадь и Городская ратуша Ровиня

- Церковь св. Евфимии — здание с 62-метровой колокольней, выполненное в стиле барокко и восстановленное в период между 1725 и 1736 годами, считается одной из главных достопримечательностей города. На его месте до начала X столетия размещалась церковь Св. Георгия, статуя которого до сих пор украшает главный алтарь. Работы по перестройке храма продолжались приблизительно до 950 года, когда базилика с тремя нефами и тремя круглыми апсидами предстала в своём новом обличии перед горожанами. В центре был размещен саркофаг с телом великомученицы Евфимии, во времена правления Диоклетиана замученной и брошенной в тюрьму за своё христианское вероисповедание. 16 сентября 304 года она умерла, а преданные христиане сохранили её тело, перевезя его на родину в Константинополь, где по поручению императора Константина в её честь была воздвигнута церковь. В 800 году саркофаг исчез и 13 июля того же года прибыл в Ровинь, что было воспринято местным населением как чудо. 3 декабря 1651 года началось сооружение собора, продолжавшееся 26 лет. В 1758 году деревянная статуя Св. Евфимии, размещенная на её шпиле, была заменена на медную. Колокольня собора — самая высокая в Истрии, высота медной статуи составляет 4,7 метра. Ежегодно 16 сентября в Ровине проходит паломничество в честь св. Евфимии, собирающее многие тысячи верующих со всей Европы.
- Часовня Святой Троицы — семиугольное здание, наиболее хорошо сохранившаяся древняя постройка города. Прекрасно сочетает в себе романский и готический стили. В настоящее время выполняет функции картинной галереи.
- Церковь Девы Марии Милосердной — исторические документы не донесли до нашего времени даты её постройки, однако доподлинно известно, что здание, расположенное на улице Carducci, было освящено в 1487 и восстановлено в 1584 году. Во время восстановления была расширена её площадь путём увеличения места за алтарём. Скамьи храма выполнены в стиле позднего барокко. На стенах размещены предметы, символизирующие великое морское прошлое города. На полу находится надгробная плита графини Элизабетты Ангелини-Калиффи, захороненной здесь 13 декабря 1762 года.
- Городская ратуша — на центральной площади возле порта.
- Дворец Калиффи  — дворец в венецианском стиле, в котором сейчас расположен городской музей.
- Больница доктора Мартина — утопающий в зелени больничный комплекс, расположенный на полуострове Muccia, был открыт 22 мая 1888 года. Первоначально в здании располагался морской санаторий Марии Терезы, названный в честь открывшей его австро-венгерской эрцгерцогини. На открытии санатория присутствовал и сам эрцгерцог Карл Людовиг. С начала XX века здание было перепрофилировано и в нём разместилась Венская городская больница, в дальнейшем получившая более узкую направленность ортопедической хирургии.

В окрестностях города много памятников природы: острова и побережье от острова Св. Ивана (Sv. Ivan) до острова Двух Сестер (Dvije sestrice); морская и подводная части Лимского залива (Limski kanal) и часть Лимской лощины (Limska draga); лесопарковая зона «Punta Corrente»; болото «Palud»; пещера «Romuald’s» на южной стороне Лимского залива и карьер «Monfiorenzo».

## Музеи
- Музей истории города — основан в 1954 году группой местных художников во дворце, который в XVII—XVIII столетии принадлежал семье Калиффи. Имеет как постоянную экспозицию, так и предоставляет свои залы для выставок произведения искусства. За более чем 50 лет существования в музее собрана внушительная коллекция произведений современных и старинных мастеров, а также коллекция археологических находок. Из-за нехватки выставочных площадей большая часть коллекции музея находится в запасниках.
- Музей семьи Хаттерот — музей расположен в бывшем доме лесника, на реставрацию которого и обустройство экспозиции было потрачено 330 тыс. кун. Посетители музея могут принять участие в велосипедных экскурсиях для ознакомления с ближайшим лесным массивом и населяющим его животным миром.
- Дом Батана — музей, посвященный батана — деревянной рыбацкой плоскодонке — излюбленном судне городских рыбаков. Лодка стала главным символом города и использовалась многими семьями. Данный музей — первый в средиземноморье, который посвящён рыбацкому судну. С помощью интерактивного экскурса в историю, посетители музея могут ознакомиться с историей происхождения лодки, её составными частями, процессом изготовления. При музее работает магазин подарков, в котором посетители могут приобрести большие и маленькие копии лодки, открытки, графические работы и керамические статуэтки в виде батаны.
- Францисканский монастырь — построенный в стиле барокко монастырь, расположен в северо-восточной части города. Идея открытия музей в стенах ровиньского монастыря возникла в 70-х года XX века. В настоящее время на первом этаже восточного крыла расположена коллекция произведений художественного и прикладного искусства, также посетителям музея будет особо интересен построенный из мрамора главный алтарь и выполненная венецианскими мастерами живопись, украшающая внутренние стены храма.

## Климат
Климат в городе средиземноморский со средней температурой от 4,8 °C (в январе) до 22,3 °C (в июле). Среднегодовая температура — 16 °C. Температура воды Адриатического моря, омывающего побережье города, с середины июня до середины сентября превышает 20 °C, а его среднегодовая температура равна 16,6 °C. Годовой уровень выпадающих осадков — 940 мм при среднегодовой влажности 72 %.
Световой день с середины мая до середины сентября превышает 10 часов.

## Города-побратимы
- Камайоре, Италия
- Леонберг, Германия

## Известные уроженцы
- Успер, Франческо (1561—1641) — итальянский композитор.